# Галактионов, Михаил Романович
Михаил Романович Галактионов (1897—1948) — генерал-майор Советской Армии ВС СССР, участник Первой мировой и Гражданской войны, военный историк и журналист.

## Биография
Михаил Галактионов родился в 1897 году в Киеве. Окончил Киевский университет. Служил в царской армии, участвовал в боях Первой мировой войны, дослужился до звания прапорщика.
В 1918 году Галактионов пошёл на службу в Рабоче-крестьянскую Красную Армию. Участвовал в боях Гражданской войны. В 1920 году Галактионов окончил Военную академию РККА. В послевоенное время преподавал в различных военных вузах.
В 1930-е годы Галактионов служил в оборонной группе Совета Народных Комиссаров СССР. В 1937 году по ложному доносу он был снят с должности и исключён из партии. Спустя полгода был восстановлен в партии.

... Теперь много пишут и ещё больше говорят о жертвах «культа личности», вспоминают расстрелянных, погибших в лагерях. Михаил Романович никогда не был арестован; он только ждал ареста. <…> Михаил Романович был контужен ударной волной «ежовщины». Только недавно я узнал, что скрывалось за случайно вырвавшимися словами «я слишком много пережил». <…> Разразилась гроза: арестовали его сослуживцев. Дивизионного комиссара Галактионова обвинили в том, что он был связан с «вредителями». В его шкафу нашли книги «врагов народа». Партийное собрание единогласно постановило исключить его из партии. Он лишился военного звания, работы. Ему повезло: полгода спустя его восстановили в партии, потом взяли на работу в «Красную звезду». А в 1943 году кто-то наверху вспомнил, что был такой скромный и старательный человек, и Галактионову присвоили звание генерал-майора, ввели в редакционную коллегию «Красной звезды», потом перевели в «Правду», послали в Америку. Всё стало на своё место. Только человек был контужен: он помнил, как на собрании его называли «трусом», «подхалимом», «лицемером», как ночью он прислушивался к шуму на лестнице. ...— И. Эренбург. Люди, годы, жизнь, книга VI

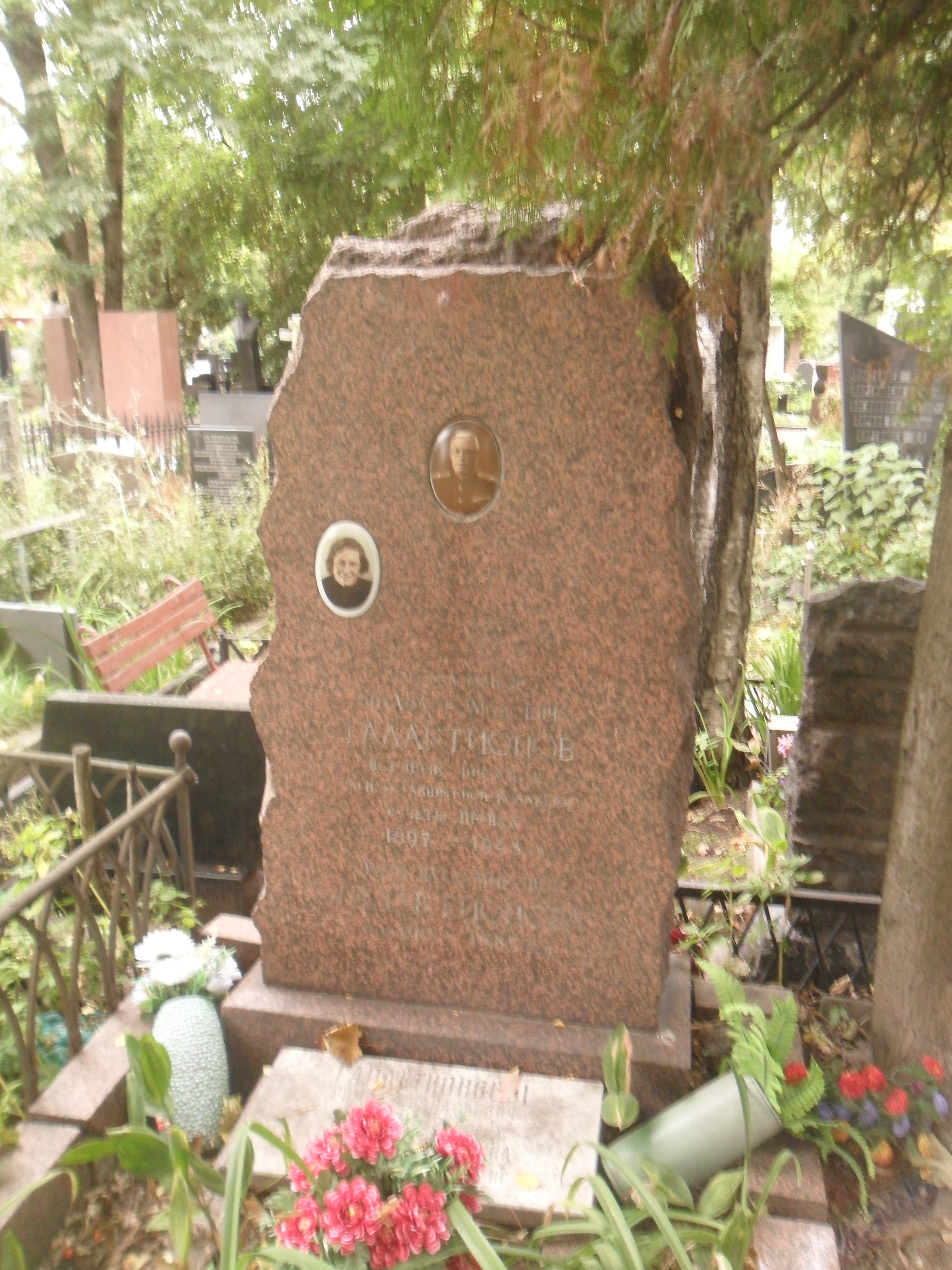
Могила Галактионова на Новодевичьем кладбище Москвы.

С начала Великой Отечественной войны Галактионов работал заведующим отделом запасных частей и вузов газеты «Красная звезда», параллельно работал также в отделе пропаганды. Являлся автором большого количества статей на военно-исторические темы, входил в редакционную коллегию «Красной звезды». Кроме того, был автором ряда военно-исторических трудов. 29 августа 1943 года Галактионову было присвоено персональное звание генерал-майора.
После окончания Великой Отечественной войны Галактионов работал заведующим военным отделом газеты «Правда». В 1946 году командировался в Соединённые Штаты Америки совместно с известными советскими журналистами Константином Симоновым и Ильёй Эренбургом.
Покончил с собой, застрелившись 31 марта 1948 года. Похоронен на Новодевичьем кладбище Москвы.

## Сочинения
Книги
- «Темпы операций.» — М.: Воениздат, 1936 — 422 с.
- «Марнское сражение.» — М.: Воениздат, 1938 — 80 с.
- «Марна.» — М.: Воениздат, 1939. — 64 с. — (Библиотека красноармейца)
- «Просчеты германского командования в планировании войны.» — М.: Воениздат, 1942 — 24 с.
- «О роли второго фронта против Германии в первую мировую войну.» — М.: Госполитиздат, 1943 — 18 с.

Статьи
- «Броня и мотор.» Война и революция. 1932. № 4.
- «Стратегическая и тактическая подвижность современных армий.» Книга и оборона СССР. 1932. № 14.
- «Артиллерия и танки.» Война и революция. 1932. № 11-12.
- «Танк Кристи.» Война и революция. 1933. № 11-12.
- «Подвижность и маневр будущего.» Книга и оборона СССР. 1934. № 1.
- «Мото-мехсилы и авиация в операции "Канны".» Война и революция. 1934. № 7-8.
- «Английская стратегия и Антанта.» Военно-исторический журнал. 1940. № 6.
- «Органические пороки германской стратегии.» Военная мысль. 1942. № 2-3.
- «Некоторые особенности современной войны.» Военная мысль. 1942. № 6.
- «Современные фронты.» Военная мысль. 1942. № 8.
- «Стратегические резервы.» Военная мысль. 1942. № 10.
- «Две стратегии.» Военная мысль. 1943. № 2-3.
- «Фош как полководец первой мировой войны.» Военная мысль. 1943. № 7.
- «Человек и техника в современной войне.» Военная мысль. 1945. № 10-11.

## Награды
- два ордена Красного Знамени (01.08.1944; 03.11.1944)
- орден Отечественной войны 1-й степени (23.09.1945)
- медали